# Bezirk Karl-Marx-Stadt

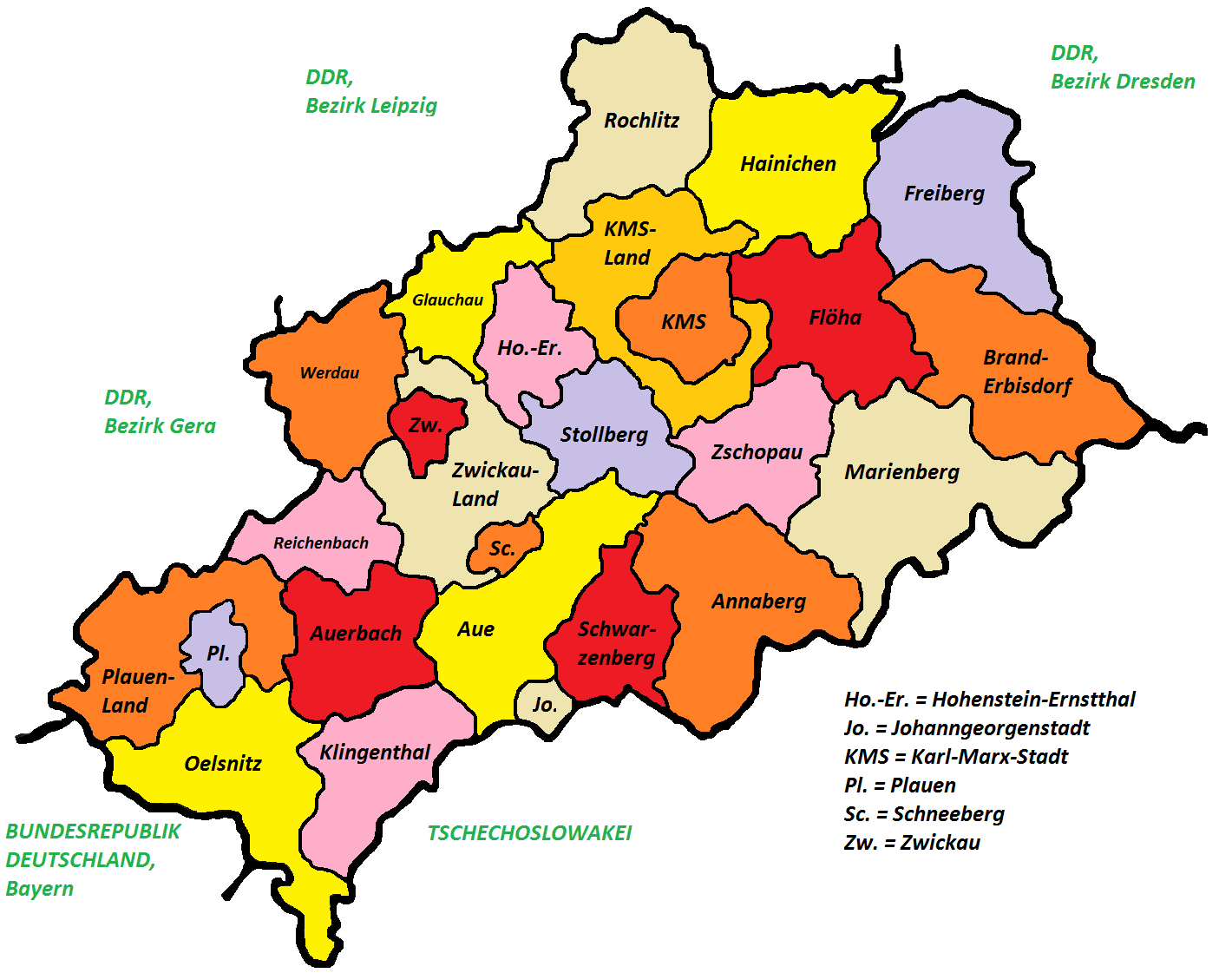
Kreise und Stadtkreise (1957)

Der Bezirk Karl-Marx-Stadt war der bevölkerungsreichste und am dichtesten besiedelte Bezirk der Deutschen Demokratischen Republik. Er wurde durch die Verwaltungsreform von 1952 als einer von insgesamt 14 Bezirken eingerichtet und bestand bis 1990. Aufgrund der Umbenennung seiner Bezirksstadt trug er zu seinem Beginn bis Mai 1953 und an seinem Ende ab Juni 1990 für jeweils kurze Zeit den Namen Bezirk Chemnitz.

## Lage
Der Bezirk Karl-Marx-Stadt umfasste das West- und mittlere Erzgebirge, das Erzgebirgsvorland sowie das Vogtland. Das unweit der Grenze zur damaligen Tschechoslowakei gelegene Oberwiesenthal war mit 914 m ü. NN. nicht nur die höchstgelegene Stadt des Bezirks, sondern auch der gesamten DDR. Darüber hinaus war der dortige Fichtelberg mit 1214,6 m die höchste Erhebung der DDR.

## Geschichte
Der Bezirk Chemnitz wurde grob skizziert aus den Kreishauptmannschaften Chemnitz und Zwickau sowie den Amtshauptmannschaften Freiberg (vorher Teil der Kreishauptmannschaft Dresden) und Rochlitz (vorher Teil der Kreishauptmannschaft Leipzig) gebildet.
Am 10. Mai 1953 wurde der Name der Stadt Chemnitz in Karl-Marx-Stadt geändert, der des Bezirkes entsprechend ebenfalls. 37 Jahre später, am 1. Juni 1990, erhielten Stadt und Bezirk wieder den Namen Chemnitz, nachdem am 23. April 1990 drei Viertel der Einwohner der Stadt für eine Rückbenennung der Stadt gestimmt hatten. Mit dem Ländereinführungsgesetz vom 22. Juli 1990  wurde der Bezirk Chemnitz aufgelöst, das Gebiet ging im Land Sachsen auf. Die Kreise blieben zunächst bis auf wenige Grenzabweichungen bestehen.
Der zum 1. Januar 1991 gebildete Regierungsbezirk Chemnitz war mit dem aufgelösten DDR-Bezirk hinsichtlich seiner räumlichen Ausdehnung nahezu identisch.

## Verwaltungsgliederung
Der Bezirk war in folgende Kreise und Stadtkreise untergliedert:
| Stadtkreis                                                              | Fläche  | Einwohnerzahl |
| ----------------------------------------------------------------------- | ------- | ------------- |
| Karl-Marx-Stadt (bis zum 10. Mai 1953 und ab dem 1. Juni 1990 Chemnitz) | 129 km² | 317.600       |
| Plauen                                                                  | 58 km²  | 78.800        |
| Zwickau                                                                 | 57 km²  | 122.100       |
| Johanngeorgenstadt (bis zum 20. Juni 1957)                              |         |               |
| Schneeberg (bis zum 23. November 1958)                                  |         |               |

| Kreis                                                                        | Fläche  | Einwohnerzahl |
| ---------------------------------------------------------------------------- | ------- | ------------- |
| Annaberg                                                                     | 382 km² | 85.100        |
| Aue                                                                          | 365 km² | 124.800       |
| Auerbach                                                                     | 233 km² | 72.200        |
| Brand-Erbisdorf                                                              | 354 km² | 37.600        |
| Flöha                                                                        | 263 km² | 53.500        |
| Freiberg                                                                     | 310 km² | 84.500        |
| Glauchau                                                                     | 174 km² | 70.200        |
| Hainichen                                                                    | 318 km² | 69.200        |
| Hohenstein-Ernstthal                                                         | 134 km² | 62.300        |
| Karl-Marx-Stadt-Land (bis zum 10. Mai 1953 und ab dem 1. Juni 1990 Chemnitz) | 292 km² | 109.100       |
| Klingenthal                                                                  | 236 km² | 36.100        |
| Marienberg                                                                   | 434 km² | 66.100        |
| Oelsnitz                                                                     | 348 km² | 39.600        |
| Plauen-Land                                                                  | 308 km² | 24.100        |
| Reichenbach                                                                  | 155 km² | 59.300        |
| Rochlitz                                                                     | 311 km² | 52.800        |
| Schwarzenberg                                                                | 198 km² | 59.100        |
| Stollberg                                                                    | 196 km² | 84.300        |
| Werdau                                                                       | 208 km² | 76.600        |
| Zschopau                                                                     | 214 km² | 56.700        |
| Zwickau-Land                                                                 | 332 km² | 88.400        |

## Regierungs- und Parteichefs

### Vorsitzende des Rates des Bezirkes
- 1952–1960: Max Müller (1899–1977)
- 1960–1963: Werner Felfe (1928–1988)
- 1963–1981: Heinz Arnold (1920–2000)
- 1981–1990: Lothar Fichtner (* 1934)
- 1990–9999: Albrecht Buttolo (Regierungsbevollmächtigter, * 1947)

### Erste Sekretäre derSED-Bezirksleitung
- 1952–1959: Walter Buchheim (1904–1979)
- 1959–1963: Rolf Weihs (1920–2000)
- 1963–1976: Paul Roscher (1913–1993)
- 1976–1989: Siegfried Lorenz (* 1930)
- 1989–1990: Norbert Kertscher (* 1954)

## Einwohnerentwicklung
| Jahr | Einwohner |
| ---- | --------- |
| 1961 | 2.098.600 |
| 1967 | 2.080.090 |
| 1970 | 2.057.200 |
| 1981 | 1.920.000 |

## Wappen
Durch die Siegelordnung der DDR vom 28. Mai 1953 verloren alle regionalen Wappen ihre Bedeutung als Marke bzw. Siegel. Jedoch wurden die Wappen der Städte und Kreise weiterhin an Gebäuden oder in Publikationen verwendet, ohne eine amtliche Funktion zu erfüllen. Das in einigen Büchern verwendete Wappen des Bezirkes Karl-Marx-Stadt zeigt in Wirklichkeit das Wappen der Stadt Karl-Marx-Stadt. Amtlich war das Siegelwappen der DDR. Erst durch die Kommunalverfassung der DDR vom 17. Mai 1990 konnten Gemeinden und Kreise erstmals wieder ausdrücklich Wappen führen und als Siegel verwenden.

## Sonstiges
Der Bezirk vergab als Kulturpreis jährlich einen Kurt-Barthel-Preis.